# Thamnaconus tessellatus
Thamnaconus tessellatus är en fiskart som först beskrevs av Günther 1880.  Thamnaconus tessellatus ingår i släktet Thamnaconus och familjen filfiskar. Inga underarter finns listade i Catalogue of Life.